# Norra Långtjärnen (Lima socken, Dalarna)
Norra Långtjärnen är en sjö i Malung-Sälens kommun i Dalarna och ingår i Dalälvens huvudavrinningsområde.